# Tschernihiw (Schiff)
Die Tschernihiw (U310) (ukrainisch Чернігів) war ein Minensuchboot des Projekts 266M der ukrainischen Marine und gehörte zu deren ständigen Bereitschaftskräften.
Der Heimathafen des nach der ukrainischen Stadt Tschernihiw benannten Schiffs war bis zur Annexion der Krim 2014 ein Hafen am Donuslaw in Nowooserne auf der Halbinsel Krim.
Die Reichweite des Minensuchboots beträgt bei einer Geschwindigkeit von zwölf Knoten 1500 NM. Es kann zehn Tage autonom auf See bleiben.

## Geschichte

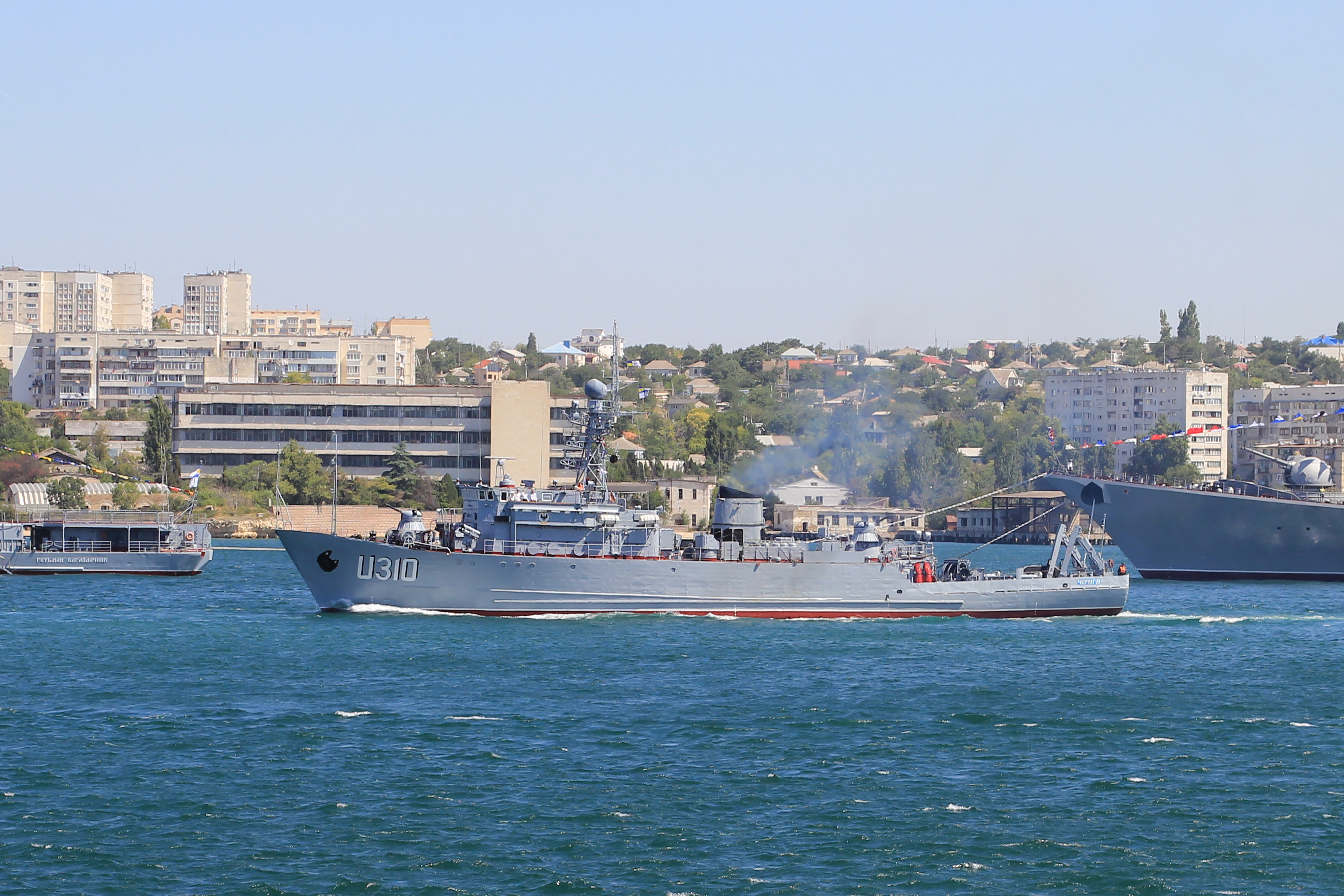
Tschernihiw im Jahr 2012

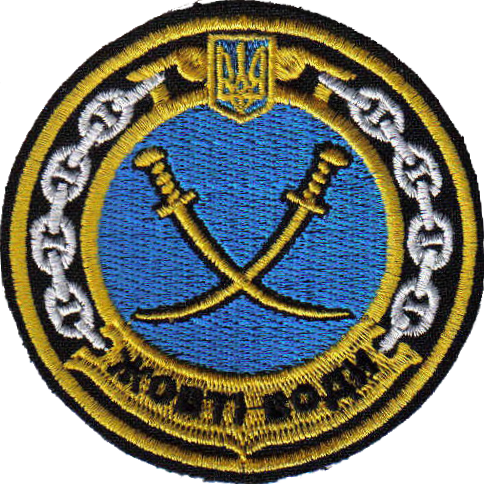
Abzeichen der Schowti Wody (U310)

Das Minensuchboot mit der Seriennummer C-928 wurde auf der Newski-Werft (Середньоневський СБЗ) in Leningrad für die Sowjetische Marine gebaut. Die Übernahme des Schiffes mit dem Namen Zenitchyk in die Schwarzmeerflotte fand am 10. September 1974 statt.
Während der Zugehörigkeit zur sowjetischen und später russischen Marine nahm das Schiff an Einsätzen im Persischen Golf, dem Roten Meer, im Mittelmeer, dem Atlantik und dem Indischen Ozean teil.
Nach der Aufteilung der Schwarzmeerflotte und der Übernahme des Schiffes durch die Seestreitkräfte der Ukraine wurde das Schiff in Erinnerung an die Schlacht bei Schowti Wody, die bei der Stadt Schowti Wody stattfand, in Schowti Wody (U310) und am 18. Juni 2004 schließlich in Tschernigow (U310) umbenannt.
Im Verlauf der Annexion der Krim durch Russland wurde das Schiff am 24. März 2014 von Russland beschlagnahmt. Der Kommandierende des Schiffes, Kapitän 3. Ranges Boris Palij, leistete einen Fahneneid auf die Russische Seekriegsflotte, woraufhin in der Ukraine ein Ermittlungsverfahren gegen ihn wegen Fahnenflucht eingeleitet wurde.